# Seznam albanskih generalov
Seznam albanskih generalov.

## A
- Halim Abazi
- Ramiz Abduli
- Rahim Ademi (služil v Hrvaški vojski)
- Aleks Andoni
- Xhemal Aranitasi (tudi Xhemal Araniti)

## B
- Beqir Balluku
- Jeronim Bazo
- Bajram Begaj
- Sadik Bekteshi

## Ç
- Hito Çako
- Agim Çeku (Agim Čeku; služil v Hrvaški vojski)
- admiral Kudret Çela
- Adem Çopani
- Fadil Çuranolli (poveljnik TO Kosova)

## D
- Mehmet Pashë Deralla (Kallkandeleni)
- Petrit Dume

## F
- Abaz Fejzo

## G
- Ruzhdi Gjatoja
- Vaskë Gjino
- Xhemal Gjunkshi

## H
- Enver Hoxha
- Fadil Hoxha
- Luan Hoxha
- Vehbi Hoxha

## J
- Ernest Jakova
- Tuk Jakova

## K
- Kallkandeleni
- Ndriçim Karakaçi
- Kostaq Karoli
- Arben Kingji
- Ali Koçeku
- Bardhyl Kollçaku
- Ali Riza Kolonja
- Sheme Kosova

## L
- Veli Llakaj
- Haxhi Lleshi

## M
- Maksim Malaj
- Gjin Marku
- Arif Mema Hasko
- Sami Metollari
- Gustav Mirdashi
- Alfred Moisiu
- Spiro Moisiu
- Kiço Mustaqi

## N
- Dali Ndreu

## P
- Shefqet Peçi

- Prenk Pervizi
- Panajot Plaku
- Muhamet Prodani

## Q
- Pellumb Qazimi

## R
- Agim Ramadani (Kosovo)
- Halim Ramohito
- Demetrios Reres

## S
- Spiro Shalesi
- Manushaqe Shehu (ž)
- Mehmet Shehu
- Selim Shiroka?
- Ali Shefqet Shkupi
- Flamur Skrapalliu
- Bedri Spahiu
- Dhori Spirollari ?

## T
- Mendu Tetova ?

## V
- Ilia Vasho

## X
- Thoma Xhixho